# 1346

## Události
- papež Klement VI. vyzývá české panstvo k poskytnutí žalářů pro valdenské zajmuté na jihu Čech (moc kacířů, málo vězení)
- hladomor v českých zemích a Evropě
- 26. srpen – bitva u Kresčaku, Eduard III. poráží Filipa VI. Francouzského
- dne 11. července byl Karel IV. hlasy pěti kurfiřtů zvolen u Rhens na Rýně římským vzdorokrálem a 26. listopadu v Bonnu korunován

### Probíhající události
- 1337–1453 – Stoletá válka
- 1345–1348: Česko-polská válka

## Vědy a umění
- Vilém Ockham dokončil svůj politický spis Dialogus

## Narození
- 20. července – Markéta Anglická, hraběnka z Pembroke, dcera anglického krále Eduarda III. († 1361)
- ? – Filip I. Burgundský, vévoda a hrabě burgundský († 21. listopadu 1361)
- ? – Markéta Habsburská, moravská markraběnka († 14. listopadu 1366)
- ? – Jana z Armagnacu, vévodkyně z Berry a Auvergne († 31. ledna 1388)

## Úmrtí
- 15. května – Jindřich I. Javorský, javorský kníže (* 1294)
- 26. srpna
  - Jan Lucemburský, český král (* 10. srpen 1296)
  - Enguerrand VI. z Coucy, pán z Coucy (* 1313)
  - Rudolf Lotrinský, lotrinský vévoda (* 1320)
  - Ludvík I. Flanderský, flanderský vévoda (* [asi 1304)
  - Jindřich II. z Rožmberka, český šlechtic (* ?)
- Jiří V. Zářivý, gruzínský panovník (* 1286)

## Hlavy státu
- České království – Jan Lucemburský – Karel IV.
- Moravské markrabství – Karel IV.
- Svatá říše římská – Ludvík IV. Bavor
- Papež – Klement VI.
- Anglické království – Eduard III.
- Francouzské království – Filip VI. Francouzský
- Polské království – Kazimír III. Veliký
- Uherské království – Ludvík I. Uherský
- Byzantská říše – Jan V. Palaiologos a Jan VI. Kantakuzenos (regent)